# Інтернет-брендинг
Інтернет-брендинг — управління брендом за допомогою Вебтехнології. Інтернет-брендинг дозволяє донести свої ідеї до дуже широкої аудиторії в найкоротший час.
Робота зі створення інтернет-бренда може включати в себе розробку: найменування бренду, торгового знака, інформаційної основи, моделі позиціонування і стратегії просування майбутнього бренду і т. д. Важливим аспектом в комплексі інтернет-брендингу є юридична реєстрація торгового знаку і комерційних найменувань (продуктів або послуг), що в майбутньому дозволяє уникнути різних прояви плагіату.
Брендинг здійснюється за допомогою певних прийомів та методів, які дозволяють донести розроблений бренд до покупця і не лише сформувати в його свідомості імідж марки товару, але і надати йому допомогу в сприйняті функціональних і емоційних елементів товару. У цьому контексті брендинг допомагає клієнтові прискорити вибір товару й ухвалити рішення про його купівлю.
Відмінними особливостями інтернет-брендів є:
- критерії оцінки брендів, відмінні від традиційних — в традиційному оточенні популярність торгової марки багато в чому залежить від її унікальних характеристик і якостей.
- активність інтернет-брендів — у звичайному світі процес формування бренду відбувається, як правило, за допомогою безперервного потоку інформації про продукт, компанію.
- зміст, а не форма — у звичайному світі сила і успіх торгової марки багато в чому визначаються її візуальними характеристиками — привабливістю образів і персонажів.

## Інструменти брендингу
- промо-сайт — закріплює параметри і якість бренду. Зазвичай на промо-сайтах розміщується інформація, яка рідко оновлюється і має супроводжуючий контент товару. Є й оновлювані промо-сайти. Вони відрізняються інтерактивністю, тобто там ви можете спілкуватися в форумах, залишати нотатки в гостьових книгах або вести блог.
- банери — орієнтовані на недовгу рекламну кампанію, необхідно, щоб вони доносили до клієнтів саму суть бренду. Вкрай важливо, щоб банер викликав позитивні асоціації, які б мали продовження на головному сайті.
- система знижок. Завдяки їй ціна на продукт значно знижується. Тобто, чим більше ви купуєте — тим дешевше для вас виявиться наступний товар. Такий метод надзвичайно вигідний не тільки для споживачів, але і для виробників.